# Massacro di Hpakant
Il Massacro di Hpakant è avvenuto nella notte del 23 ottobre 2022 quando l'aeronautica militare della Birmania ha lanciato una serie di attacchi aerei nella township di Hpakant, nello Stato Kachin, nel nord della Birmania. Gli attacchi aerei hanno colpito un concerto all'aperto uccidendo almeno 80 civili, inclusi funzionari del Kachin Independence Organisation (KIO) e musicisti.

## Dinamica dell'attacco
Secondo i testimoni, da due a tre jet da combattimento hanno sorvolato un concerto all'aperto ad Anangpa, nella township di Hpakant, intorno alle 20:00 del 23 ottobre e hanno sganciato quattro bombe sul luogo. È stato riferito che gli aerei sono decollati dall'aeroporto internazionale di Mandalay, ed erano schierati con uno squadrone d'attacco composto principalmente da velivoli da combattimento e addestramento Yak 130. Il bombardamento è stato facilitato dall'illuminazione dei riflettori del concerto che era stato organizzato dal KIO per la cerimonia del 62º anniversario della sua fondazione. Il bilancio delle vittime preliminare conta oltre 80 persone, la maggior parte delle quali sono civili che hanno partecipato all'evento, inclusi famosi personaggi pubblici e cantanti. Tra le vittime si contano anche ufficiali e soldati di alto rango dell KIO e i feriti sono più di 100. La giunta militare smentisce le accuse, affermando di aver bombardato una base dell'esercito a Kachin e di aver agito secondo le regole di ingaggio derivate dalle quattro Convenzioni di Ginevra. Viene affermato inoltre che le notizie di morti civili e artisti si basano sono false ed estorte.

## Reazioni internazionali
Le Nazioni Unite hanno rilasciato una dichiarazione in cui esprimono profonda preoccupazione e tristezza per la notizia dell'uso eccessivo e sproporzionato della forza contro civili disarmati.
Il 25 ottobre il presidente dell'ASEAN Prak Sokhonn ha rilasciato una dichiarazione in cui esprime profonda preoccupazione dopo l'attacco aereo e il recente attentato alla prigione di Insein a Yangon. Osserva con allerta e sollecita alla moderazione e la cessazione delle violenze.
Il segretario capo di gabinetto giapponese Hirokazu Matsuno ha condannato l'attacco in una dichiarazione chiedendo la fine delle violenze in Birmania, il rilascio di detenuti tra cui Aung San Suu Kyi e il ripristino del governo democratico.
La deputata australiana Zoe Daniel ha chiesto sanzioni "immediate" contro la Birmania dopo il massacro.